# Jadwiga Maria Jarosiewicz

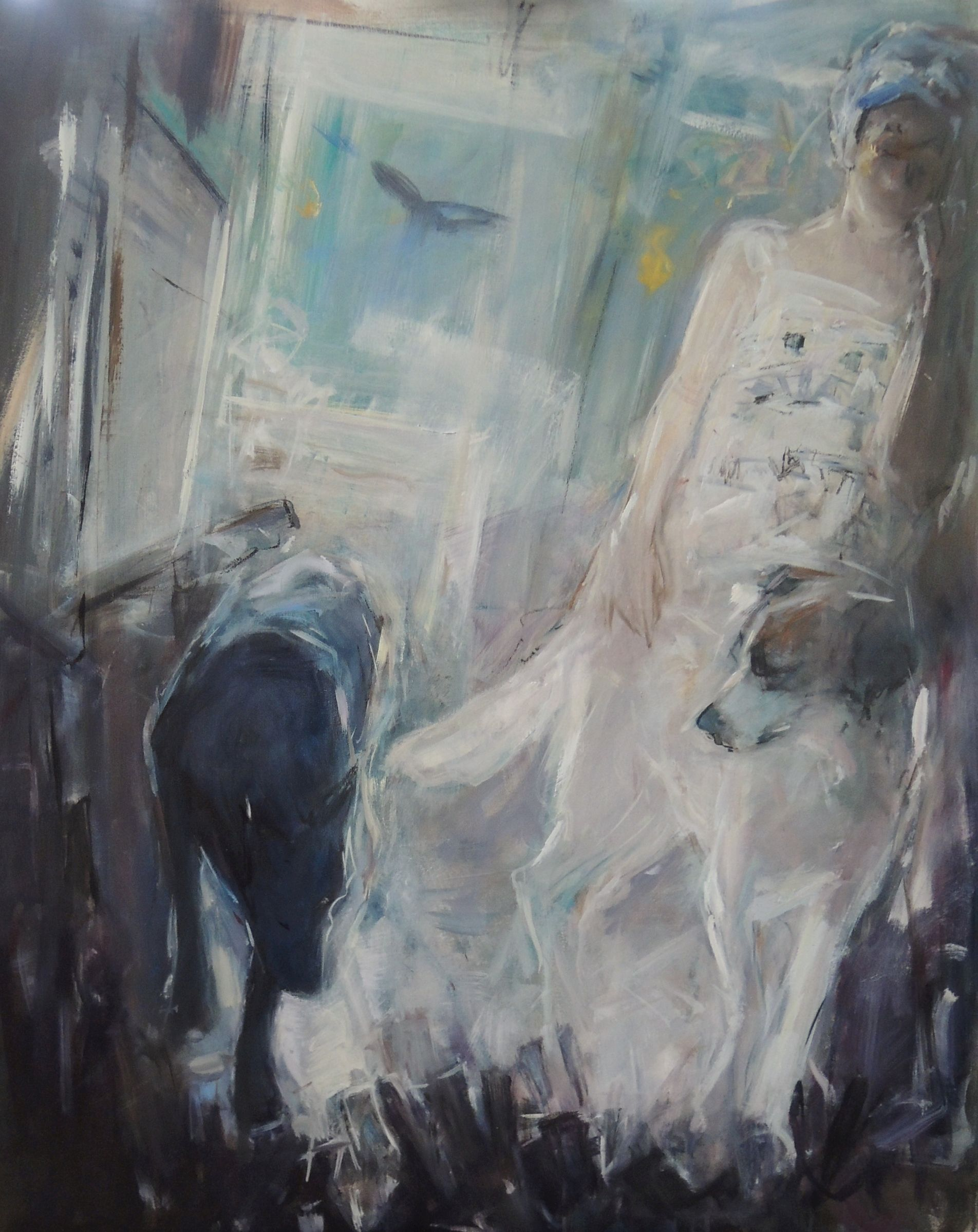
Obraz „Taniec Aniołów”

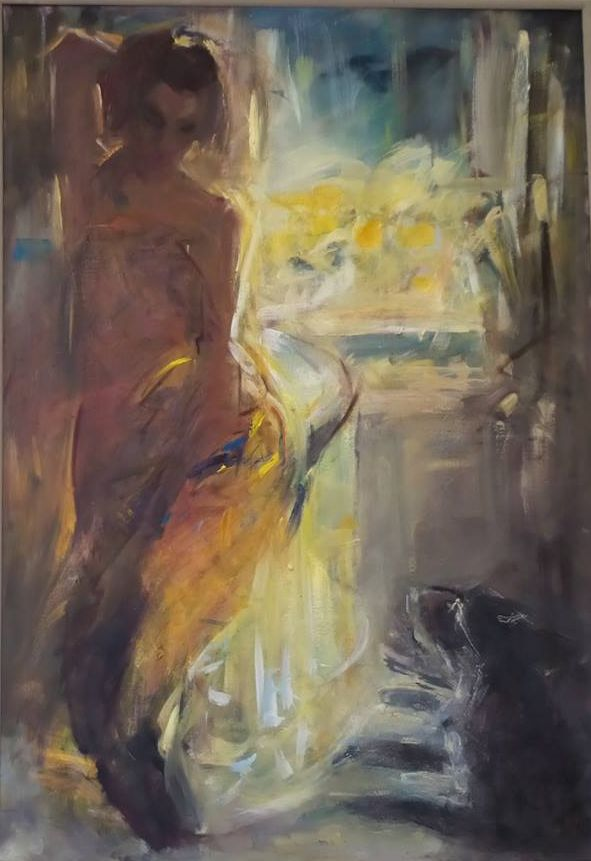
Obraz „Malarka III”

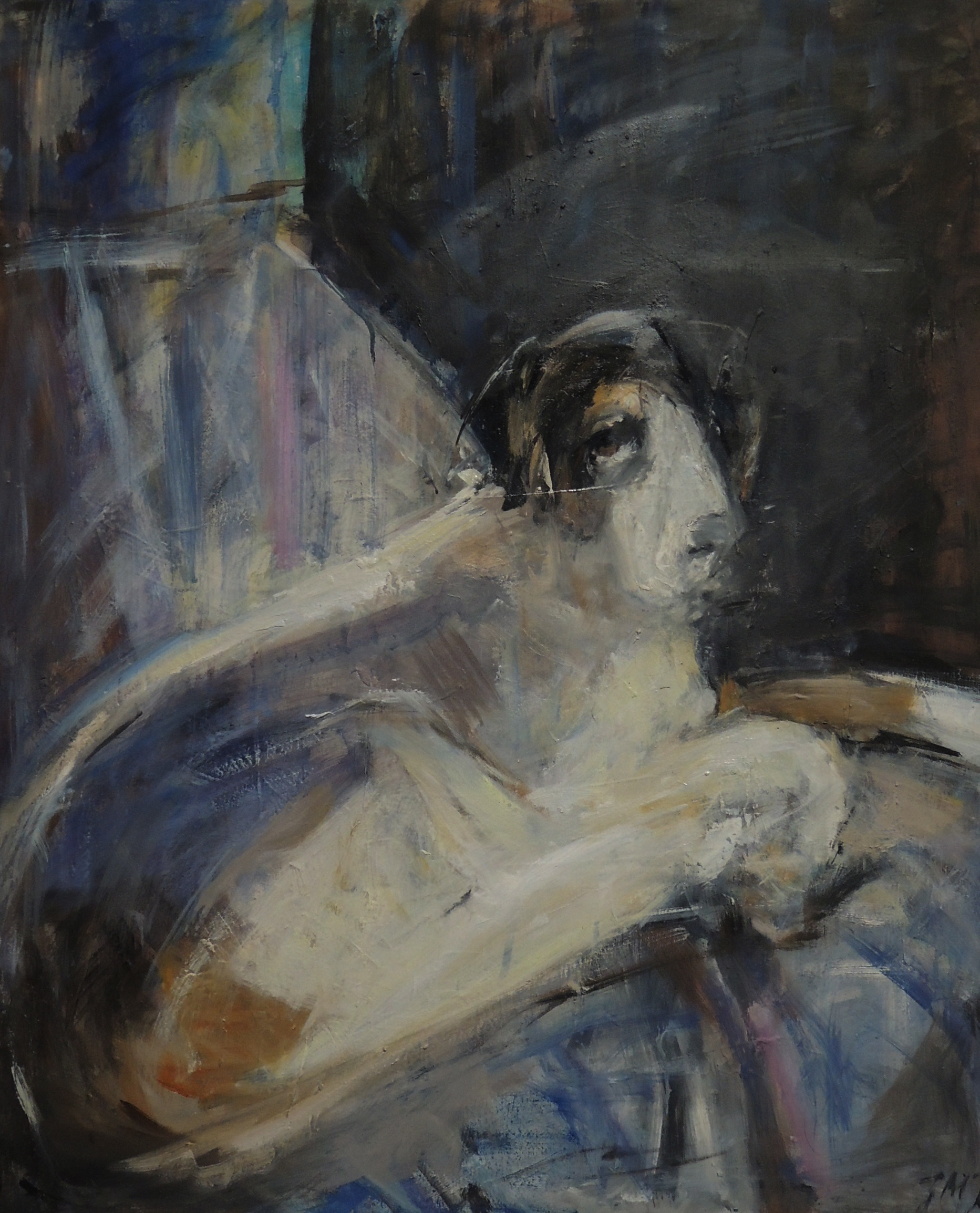
Obraz „Maniusia”

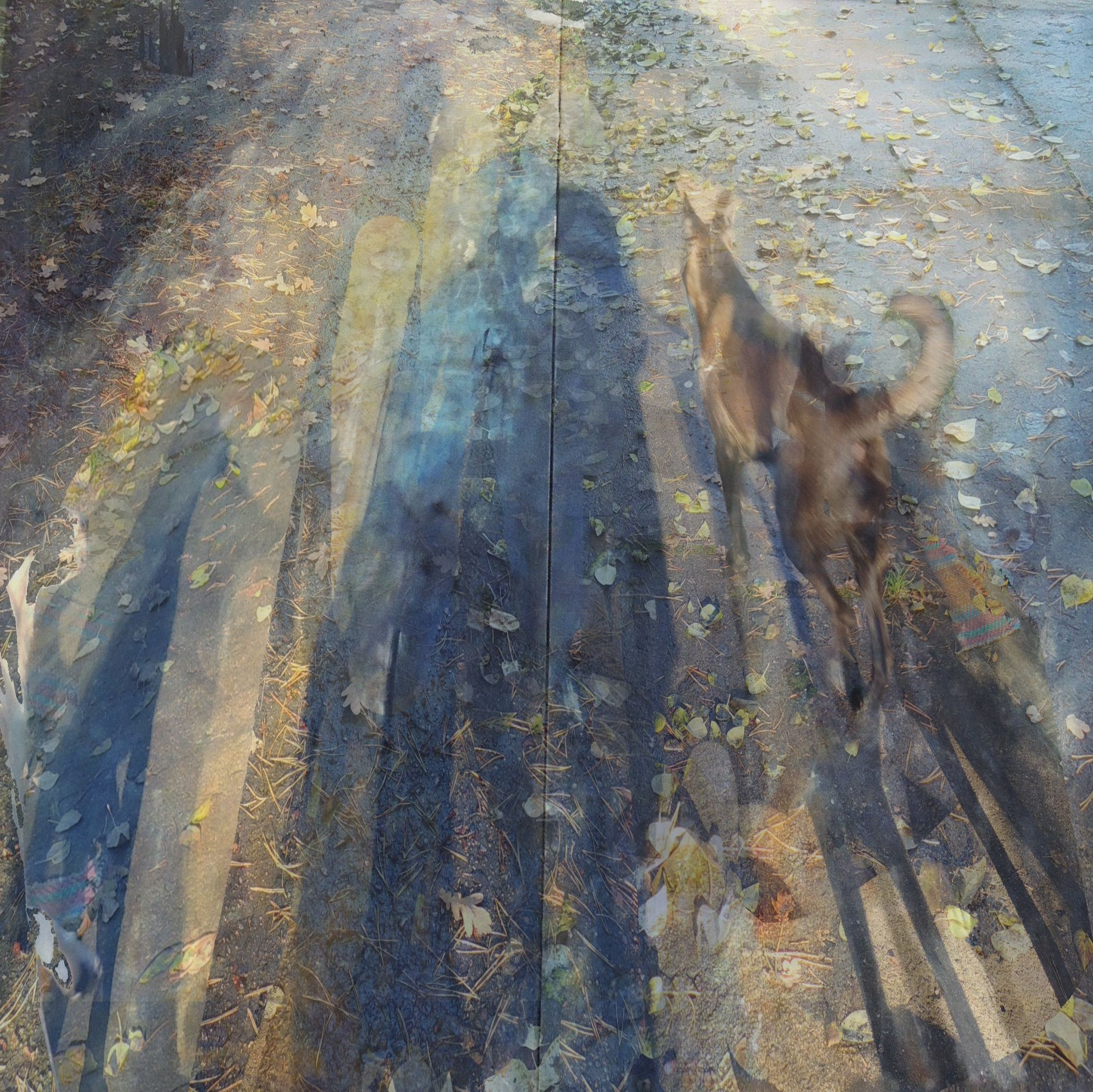
Obraz „Sonata III”

Jadwiga Maria Jarosiewicz (ur. 24 września 1952 w Przemyślu) – polska malarka i scenografka. Ukończyła studia na Wydziale Malarstwa Akademii Sztuk Pięknych w Krakowie w pracowni prof. Czesława Rzepińskiego, oraz Podyplomowe Studium Scenografii pod kierunkiem prof. Andrzeja Kreutza Majewskiego.

## Życiorys
Jako scenograf zadebiutowała już w czasie studiów projektując scenografię i kostiumy do opery „Wolny Strzelec” Webera w Operze Krakowskiej w reżyserii Małgorzaty Dziewulskiej.
Zrealizowała ok. 100 premier, głównie w teatrach operowych w Polsce i za granicą m.in. w Niemczech, Japonii, Chinach, Wielkiej Brytanii i na Kubie.
Wiele projektów przygotowała dla Teatru Wielkiego – Opery Narodowej w Warszawie m.in. do „Halki” i „Śpiewnika domowego” Stanisława Moniuszki w reżyserii Marii Fołtyn, „Historii Żołnierza” Igora Strawińskiego w reżyserii M. Dziewulskiej oraz baletów; „La Sylphide”, „La Ventana” – Bournonville / Ralov, „Śpiąca Królewna” – Czajkowski / Gusiew, „Bayadera” – Petipa / Makarova. Współpracowała także z Teatrem Polskim w Warszawie za dyrekcji Kazimierza Dejmka.
Intensywne związki z teatrem nigdy nie przeszkodziły Jadwidze Marii Jarosiewicz uczestniczyć w życiu plastycznym. Wiodącym tematem jej malarstwa jest człowiek. Jest portrecistką ludzi i zwierząt. Swoje prace malarskie i scenograficzne prezentowała na około 50 wystawach indywidualnych, a także licznych zbiorowych.
Uczestniczy w wielu ważnych wystawach-aukcjach o charakterze charytatywnym jak „Bliźniemu swemu” na rzecz Towarzystwa Pomocy im. św. Brata Alberta, „Aukcji Wielkiego Serca”, „Aukcji Aperio”, czy Podkarpackiego Hospicjum dla Dzieci.
Przez pięć lat (1981–1987) była żoną znanego dziennikarza i krytyka muzycznego Bogusława Kaczyńskiego (1942–2016).

## Ważniejsze wystawy indywidualne
Lista ważniejszych wystaw indywidualnych
- 1975: Kraków, Klub Zaścianek – malarstwo
- 1976: Kraków. Galeria na Floriańskiej – malarstwo
- 1977: Przemyśl, Muzeum Okręgowe – malarstwo
- 1977: Kraków, BWA – wystawa ..Absolwenci
- 1977: Sanok, Muzeum Historyczne – malarstwo
- 1978: Kraków. Pałac pod Baranami – wystawa „Młodzi 78'
- 1978: Rzeszów. Galeria PSP – malarstwo
- 1978: Minneapolis (USA). Art Gallery – malarstwo
- 1979: Praga (Czechy) – Praskie Quadriennale
- 1980: Sandomierz, Galeria Sztuki Współczesnej – malarstwo
- 1983: Sanok. Muzeum Historyczne – rysunek i scenografia
- 1985: San Francisco USA, Homa Art galery – malarstwo
- 1988: Warszawa. Galeria Sceny Kameralnej Teatru Polskiego rysunek i scenografii:
- 1991: Zurich (Szwajcaria), Gallen’ of Contemporary Art – malarstwo
- 1993: Warszawa, ASP-Warszawska Dekada Sztuki – malarstwo
- 1998: Warszawa. Galeria U – malarstwo
- 1988: Warszawa. Galeria Sceny Kameralnej Teatru Polskiego – malarstwo
- 1999: Warszawa. Praskie Centrum Kultury – malarstwo
- 2000: Zawiercie. Miejski Ośrodek Kultury „Centrum” – malarstwo
- 2000: Bytom. Opera Śląska – malarstwo
- 2001: Warszawa, Galeria Iskra” impresje – malarstwo. rysunek
- 2001: Warszawa. Business Centrum Club – malarstwo
- 2002: Warszawa. Stara Kordegarda. Łazienki Królewskie, malarstwo
- 2002: Warszawa. „Galeria na Kole” – malarstwo. rysunek
- 2002: Warszawa. Galeria Praska – malarstwo
- 2003: Rzeszów. BWA – malarstwo
- 2003: Puławy. Puławska Galena Sztuki – Dom Chemika – malarstwo
- 2004: Warszawa. Galeria calee – Rogatka Praska. wystawa „Odchodzi Lato”
- 2004: Rzeszów. Galeria „z podwórza” – malarstwo
- 2005: Kraków. Galeria Krakowskiego Banku Spółdzielczego – malarstwo
- 2007: Galeria Kocioł Sztuki – Kraków – malarstwo
- 2008: Przemyśl. Przemyskie Centrum Kultury Zamek – wystawa scenografii i rysunku
- 2008: Teatr Maska-Rzeszów – wystawa scenografii
- 2009: Galeria Na Najwyższym Poziomie – Elektromontaż – Rzeszów – wystawa malarstwa i scenografii
- 2010: Galeria Bellotto Warszawa – malarstwo
- 2011: Galeria z Podwórza – Rzeszow – malarstwo
- 2011: Centrum Rzeźby Polskiej w Orońsku
- 2011: Wystawa poplenerowa – „Boguchwala” zbiorowa
- 2012:Matecznik Mazowsze – Warszawa-Otrębusy – malarstwo
- 2012: Zakopane Galeria w Domu Doktora
- 2012: Coroczna wystawa poplenerowa „Boguchwała” zbiorowa
- 2017: BWA Krosno – „Między malarstwem a teatrem” wystawa malarstwa i scenografii
- 2017: Galeria Polfy Rzeszów – Codzienne malowanie – wystawa malarstwa
- 2017: Galeria u Attavantich – Jarosław – „Między malarstwem a teatrem” – wystawa malarstwa i scenografii
- 2019: Galeria Sztuki Współczesnej Przemyśl – „Dziewczynka w szarym futerku i jej Anioł Stróż” wystawa malarstwa z cyklu artyści z naszego podwórka
- 2019: Wystawa poplenerowa „Wiśniowa pachnąca malarstwem” Oficyna Pałacowa w Wiśniowej
- 2019: Dom pracy Twórczej „Reymontówka” – wystawa poplenerowa
- 2020: Warszawa Galeria Zachęta – wystawa i aukcja Bliźniemu Swemu
- 2020: Wystawa „Sztuka bez granic”, Galeria Domu Pracy Twórczej „Reymontówka”

## Ważniejsze realizacje teatralne
Lista ważniejszych realizacji teatralnych
- 1978: Wolny Strzelec C. M. Webera – Opera Krakowska, reż. Małgorzata Dziewulska
- 1979: Skiz – G. Zapolska – P. W.S.T. Kraków, reż. l. Olszewska
- 1980: Widowisko Plenerowe – 1000 lecie Sandomierza, Sandomierz, reż J.H. Machulscy
- 1980: Paria – St. Moniuszki – Teatr Wielki, Warszawa, reż. Maria Foltyn
- 1981: Trubadur – G. Verdiego – Opera Śląska, Bytom, reż. Maria Foltyn
- 1981: Balety Polskie – Teatr Wielki, Warszawa – Scena Kameralna – chor. Ch. Bernard
- 1982: Historia Żołnierza – I. Strawińskiego – Teatr Wielki, Warszawa – reż. Małgorzata Dziewulska
- 1982: Lunatyczka – V. Belliniego – Opera Śląska, Bytom – reż. Maria FoltyFidelio – L. van Beethovena – Teatr Wielki, Łódź – reż. Wolfgang Weit
- 1983: Obłęd – J. Krzysztoń – Teatr Polski, Warszawa – reż. J. Rakowiecki
- 1983: Norma – V. Belliniego – Teatr Wielki, Łódź – reż. A. Dankowsk
- 1983: Śpiąca Królewna – P. Czajkowski – Teatr Wielki, Warszawa ~ chor. P. Gusiew
- 1984: Walkiria – R. Wagnera – Teatr Wielki, Łódź, reż. Wolfgang Weit
- 1984: La Sylfide, La Yentana – A. Bournovilla – Teatr Wielki, Warszawa – chor. K. Ralov
- 1984: Faust – Ch. Gounoda – Opera Wrocławska – reż. F. Tarnawski
- 1984: Matka – S.I. Witkiewicza – Teatr Polski, Warszawa – reż. Jan Englert
- 1984: Czapa – J. Krasińskiego – Teatr Polski, Warszawa – reż. Jan Englert
- 1985: Pan Twardowski – L. Różycki – Teatr Wielki Łódź – chor. Witold Borkowski
- 1986: Don Kichote – L. Minkusa – Teatr Wielki, Łódź – chor. Witold Borkowski
- 1986: Rigoletto – G. Verdiego – Teatr Wielki, Łódź – reż. S. Żerdzicki
- 1987: Cyrulik Sewilski – G. Rossiniego – Opera Bydgoska – reż. S. Żerdzicki
- 1987: Bezimienne dzieło – St. Witkiewicza – Teatr Polski, Warszawa – reż. Jan Englert
- 1987: La Serva Padrona – C.B. Pergolesiego – Teatr Wielki, Łódź – reż. Małgorzata Dziewulska
- 1988: Łucja z Lammermooru – G. Donizettiego – Teatr Muzyczny, Kraków – reż. Maria Fołtyn
- 1989: Straszny Dwór – St. Moniuszki – Opera Krakowska – reż. Maria Fołtyn
- 1989: Oni – St.l. Witkiewicza – Teatr Polski, Warszawa – reż. Jan Englert
- 1989: Rigoletto – G. Verdi – Opera Krakowska – reż. J. Opalski
- 1989: Manru – l.J. Paderewski – Opera Wroclawska – reż. Maria Foltyn
- 1990: Eugeniusz Oniegin – P. Czajkowskie – Teatr Wielki, Poznań, reż. Janusz Nyczak
- 1990: Festiwal w Brighton (Wielka Brytania)
- 1990: Rajok – D. Szostakowicza – Warszawa Jesień – reż. M. Dziewulska
- 1991: Dydona i Eneasz – Północne Centrum Sztuki, Studio S-1, Warszawa, reż. Małgorzata Dziewulska
- 1991: Paria – S. Moniuszki – Teatro de la Habana, Hawana, Kuba – reż. Maria Foltyn
- 1992: Cyrulik Sewilski – G. Rossiniego – Opera Krakowska – reż. Sławomir Żerdzicki
- 1992: Paria – St. Moniuszki – Teatr Wielki, Łódź – reż. Maria Foltyn
- 1992: Orfeusz i Eurydyka – Ch.W. Glucka – Musie Theater, Euroopera, Goerlitz, reż. Franz Huyer
- 1993: Cippolino – A. Chaczaturiana – Teatr Wielki, Łódź, reż. I. Gorzkowska
- 1994: Syn marnotrawny – B. Britten – Teatr Wielki, Poznań, reż. Małgorzata Dziewulska
- 1994: Królowa Śniegu – J.Ch. Andersen – Teatr im. S. Jaracza, Olsztyn, reż. M. Z. Hass
- 1995: Baron Cygański – J. Straussa – Teatr Muzyczny Roma, Warszawa, reż. Ryszard Peryt
- 1995: Zemsta Nietoperza – J. Straussa – Teatr Muzyczny Roma, Warszawa, reż. Idka Stokalska
- 1995: Halka – S. Moniuszki – Kansai Opera Osaka (Japonia), reż. Maria Foltyn
- 1995: Halka – S. Moniuszki – Teatr Wielki, Opera Narodowa, Warszawa, reż. Maria Foltyn
- 1996: Śpiewnik Domowy – S. Moniuszki – Teatr Narodowy, Warszawa, reż. Maria Fołtyn
- 1996: Dziecko i czary – M. Ravela – Akademia Muzyczna, Warszawa, reż. Idka Stokalska
- 1996: Ptasznik z Tyrolu – C. Zellera – Teatr Muzyczny Roma, Warszawa, reż. W. Adamczyk
- 1996: Pastorałka – Teatr Wielki Opera Narodowa, Warszawa – reż. Janusz Józefowicz
- 1998: Straszny Dwór – St. Moniuszki – Kieleckie Centrum Kultury, Kielce, reż. Maria Foltyn
- 2000: Baron Cygański – J. Straussa – Opera na Zamku, Szczecin, reż. Teresa Kujawa
- 2000: La Traviata – G. Verdiego – Opera Śląska, Bytom, reż. Wiesław Ochman
- 2001: Carewicz – F. Lehára – Opera Śląska, Bytom, reż. Wiesław Ochman
- 2002: Eugeniusz Oniegin – P. Czajkowskiego – Opera Sląska, Bytom, reż. Wiesław Ochman
- 2004: Bajadera – L. Minkusa – Teatr Wielki, Opera Narodowa. Warszawa, chor. Natalia Makarowa
- 2007: Śpiewnik domowy S. Moniuszki – Teatr Wielki Opera Narodowa. Warszawa, reż. Maria Fołtyn
- 2016: Bajadera L. Minkus – chor. Petipa/Makarova – Tianqiao Theater, Beijing, National Ballet of China
- 2018: Das Königreich der Schatten aus La Bayadère, L. Minkus, chor. Petipa/Makarova, Stuttgart, Das Stuttgarter Ballet